# Club Brugge w sezonie 2006/2007
Club Brugge w sezonie 2006/2007 – klub ten grał w rozgrywkach klubowych w Belgii i w Europie.
Club Brugge zakończył ten sezon jako szósty zespół w Eerste klasse. W Pucharze Belgii odpadł w półfinału. Brał udział w fazie grupowej Ligi Europy.

## Skład w sezonie
| Numer | Imię i nazwisko       | Pozycja   |
| ----- | --------------------- | --------- |
| 1     | Stijn Stijnen         | Bramkarz  |
| 2     | Olivier De Cock       | Obrońca   |
| 3     | Sven Vermant          | Pomocnik  |
| 4     | Joos Valgaeren        | Obrońca   |
| 5     | Michael Klukowski     | Obrońca   |
| 6     | Philippe Clement      | Pomocnik  |
| 7     | Koen Daerden          | Pomocnik  |
| 8     | Gaëtan Englebert      | Pomocnik  |
| 9     | Manasseh Ishiaku      | Napastnik |
| 10    | Boško Balaban         | Napastnik |
| 11    | Jonathan Blondel      | Pomocnik  |
| 13    | Glenn Verbauwhede     | Bramkarz  |
| 14    | Grégory Dufer         | Pomocnik  |
| 15    | Timothy Dreesen       | Obrońca   |
| 16    | Elrio van Heerden     | Pomocnik  |
| 17    | Ivan Gvozdenović      | Obrońca   |
| 18    | Ivan Leko             | Pomocnik  |
| 19    | Daniël Chavez         | Napastnik |
| 20    | Mustapha Diallo       | Pomocnik  |
| 21    | Jorn Vermeulen        | Pomocnik  |
| 23    | Yves Lenaerts         | Bramkarz  |
| 24    | Brian Priske          | Pomocnik  |
| 25    | Salou Ibrahim         | Napastnik |
| 26    | Birger Maertens       | Pomocnik  |
| 28    | Brecht Capon          | Napastnik |
| 29    | Gertjan De Mets       | Obrońca   |
| 31    | Kevin Roelandts       | Pomocnik  |
| 33    | Jason Vandelannoite   | Obrońca   |
| 34    | Jeanvion Yulu-Matondo | Napastnik |
| 27    | Benjamin Lutun        | Obrońca   |

## Mecze w sezonie
| Mecz                              | Rozgrywki                 | Wynik (do przerwy) |
| --------------------------------- | ------------------------- | ------------------ |
| Club Brugge – KAA Gent            | Liga krajowa              | 5-0 (2-0)          |
| KSV Roeselare – Club Brugge       | Liga krajowa              | 3-2 (2-0)          |
| Sūduva – Club Brugge              | Liga mistrzów UEFA        | 0-2 (0-1)          |
| Club Brugge – KSK Beveren         | Liga krajowa              | 2-0 (1-0)          |
| Club Brugge – Sūduva              | UEFA Cup                  | 5-2 (2-0)          |
| RSC Anderlecht – Club Brugge      | Liga krajowa              | 1-0 (0-0)          |
| Club Brugge – RAEC Mons           | Liga krajowa              | 0-0 (0-0)          |
| MFK Ružomberok – Club Brugge      | UEFA Cup                  | 0-1 (0-1)          |
| Sint-Truidense VV – Club Brugge   | Liga krajowa              | 2-3 (1-1)          |
| Club Brugge – Germinal Beerschot  | Liga krajowa              | 1-0 (0-0)          |
| Club Brugge – MFK Ružomberok      | UEFA Cup                  | 1-1 (0-1)          |
| KVC Westerlo – Club Brugge        | Liga krajowa              | 1-2 (0-1)          |
| FC Brussels – Club Brugge         | Liga krajowa              | 1-1 (1-0)          |
| Club Brugge – Bayer 04 Leverkusen | UEFA Cup                  | 1-1 (0-1)          |
| Club Brugge – Union SG            | Puchar Belgii 1/16 finału | 2-0 (1-0)          |
| Club Brugge – Excelsior Mouscron  | Liga krajowa              | 5-1 (2-0)          |
| Tottenham Hotspur – Club Brugge   | UEFA Cup                  | 3-1 (1-1)          |
| KSC Lokeren – Club Brugge         | Liga krajowa              | 3-2 (1-1)          |
| Club Brugge – Royal Charleroi     | Liga krajowa              | 2-0 (1-0)          |
| KRC Genk – Club Brugge            | Liga krajowa              | 0-0 (0-0)          |
| Club Brugge – Dinamo Bukareszt    | UEFA Cup                  | 1-1 (0-1)          |
| Club Brugge – SV Zulte Waregem    | Liga krajowa              | 4-1 (2-1)          |
| Beşiktaş JK – Club Brugge         | UEFA Cup                  | 2-1 (1-1)          |
| Lierse SK – Club Brugge           | Liga krajowa              | 1-2 (1-2)          |
| Club Brugge – Standard Liège      | Liga krajowa              | 4-4 (2-0)          |
| Cercle Brugge – Club Brugge       | Liga krajowa              | 1-0 (0-0)          |
| Club Brugge – KVC Westerlo        | Puchar Belgii 1/8 finału  | 1-0 (1-0)          |
| KAA Gent – Club Brugge            | Liga krajowa              | 0-0 (0-0)          |
| Club Brugge – KSV Roeselare       | Liga krajowa              | 0-1 (0-0)          |
| KSK Beveren – Club Brugge         | Liga krajowa              | 0-2 (0-0)          |
| Club Brugge – RSC Anderlecht      | Liga krajowa              | 2-2 (1-0)          |
| RAEC Mons – Club Brugge           | Liga krajowa              | 1-0 (0-0)          |
| Club Brugge – Sint-Truiden VV     | Liga krajowa              | 1-0 (0-0)          |
| Club Brugge – KV Kortrijk         | Puchar Belgii 1/4 finału  | 2-1 (1-0)          |
| Germinal Beerschot – Club Brugge  | Liga krajowa              | 4-0 (1-0)          |
| Club Brugge – KVC Westerlo        | Liga krajowa              | 2-0 (1-0)          |
| KV Kortrijk – Club Brugge         | Puchar Belgii 1/4 finału  | 1-1 (1-0)          |
| Club Brugge – FC Brussels         | Liga krajowa              | 4-1 (1-0)          |
| Excelsior Mouscron – Club Brugge  | Liga krajowa              | 2-1 (1-0)          |
| Club Brugge – KSC Lokeren         | Liga krajowa              | 2-2 (0-1)          |
| Royal Charleroi – Club Brugge     | Liga krajowa              | 1-1 (0-0)          |
| KAA Gent – Club Brugge            | Puchar Belgii 1/2 finału  | 3-1 (1-0)          |
| Club Brugge – KRC Genk            | Liga krajowa              | 0-1 (0-1)          |
| SV Zulte Waregem – Club Brugge    | Liga krajowa              | 2-1 (1-1)          |
| Club Brugge – Lierse SK           | Liga krajowa              | 4-0 (1-0)          |
| Club Brugge – KAA Gent            | Puchar Belgii 1/2 finału  | 2-0 (1-0)          |
| Standard Liège – Club Brugge      | Liga krajowa              | 1-0 (1-0)          |
| Club Brugge – Cercle Brugge       | Liga krajowa              | 3-3 (1-1)          |
| Club Brugge – Standard Liège      | Puchar Belgii finału      | 1-0 (1-0)          |